# تایکیسم
تایکیسم (به انگلیسی: Tychism) نظریه‌ای است که توسط فیلسوف آمریکایی چارلز سندرز پیرس مطرح شده و معتقد است که شانس مطلق یا عدم قطعیت، یک عامل واقعی مؤثر در جهان است. این آموزه بخش مرکزی کیهان‌شناسی تکاملی جامع پیرس را تشکیل می‌دهد. می‌توان آن را هم در تضاد مستقیم با گفته مکرر آلبرت انیشتین مبنی بر اینک‌ه: «خدا با جهان تاس بازی نمی‌کند» و هم یک پیش‌بینی فلسفی اولیه از اصل عدم قطعیت ورنر هایزنبرگ دانست.

## نظریه
پیرس در نظریه تایکیسم کوشید تا جایگاه محوری نظریه ضرورت را که می‌گوید «وضعیت اشیاء موجود در هر زمان، همراه با قوانین تغییرناپذیر خاص، وضعیت اشیاء را در هر زمان دیگری کاملاً تعیین می‌کند»، انکار کند. یکی از استدلال‌های اصلی ضروری‌گرایان این است که موضع آن‌ها مستلزم پیش‌فرضی از تمام علوم است. پیرس با این ادعا به این ایده حمله می‌کند: «فرض کردن یک گزاره چیزی بیش از امید به درست بودن آن نیست.» بنابراین مسیری گشوده می‌شود که ورود شانس را به عنوان یک موجودیت اساسی و مطلق ممکن می‌سازد.
البته پیرس ادعا نمی‌کند که هیچ قانونی در جهان وجود ندارد. برعکس او معتقد است که یک جهان کاملاً تصادفی، یک تناقض و بنابراین غیرممکن خواهد بود. فقدان کامل نظم، خود نوعی نظم است. موضعی که او از آن دفاع می‌کند این است که در جهان هستی هم نظم و هم بی‌نظمی وجود دارد.

پیرس برای توضیح وجود چنین «قانون» جهانی، یک نظریه کیهان‌شناختی تکامل پیشنهاد می‌کند که در آن قانون از تصادف ناشی می‌شود. به نظر او این فرضیه که نظم از بی‌نظمی دائماً تکامل می‌یابد مزایایی داشت، از جمله توضیح این که «چرا قوانین دقیقاً یا همیشه رعایت نمی‌شوند، زیرا آنچه هنوز در فرآیند تکامل است را نمی‌توان کاملاً ثابت فرض کرد.»
در مقاله‌ای که در ژانویه ۱۸۹۱ در «مونیست» منتشر شد، کوشیدم نشان دهم چه ایده‌هایی باید شالوده یک نظام فلسفی را تشکیل دهند و به‌ویژه بر شانس مطلق تأکید کردم. در شماره آوریل ۱۸۹۲ بیشتر به نفع آن شیوه تفکر استدلال کردم که می‌توان آن را «تایکیسم» (از «تیکه» به معنای شانس) نامید. یک دانشجوی جدی فلسفه عجله‌ای برای پذیرش یا رد این آموزه نخواهد داشت؛ اما در آن یکی از نگرش‌های اصلی را که تفکر نظری ممکن است اتخاذ کند، خواهد دید، با این احساس که نه یک فرد و نه یک عصر می‌تواند در مورد یک سؤال اساسی فلسفه اظهار نظر کند. این وظیفه‌ای است که باید برای یک دوره انجام شود. من با نشان دادن این نکته شروع کرده‌ام که تایکیسم باید به کیهان‌شناسی تکاملی منجر شود، که در آن تمام نظم‌های طبیعت و ذهن به‌عنوان محصولات رشد در نظر گرفته می‌شوند، و به ایدئالیسمی Schelling- که ماده را صرفاً ذهنی تخصصی و تا حدی بی‌روح می‌داند. «سی. اس. پیرس، قانون ذهن، ۱۸۹۲»

### پی‌ریزی نظریه
پیرس در تلاش برای ارائه توضیحی برای برخی از ویژگی‌های کلی‌تر و قابل مشاهده جهان چهار دلیل را در حمایت از فرضیه خود مطرح می‌کند:
1. رشد و افزایش پیچیدگی
2. تنوع و گوناگونی
3. نظم (قوانین طبیعت)
4. ذهن/آگاهی/احساس[۵]

او سپس می‌خواهد که بررسی کنیم چگونه می‌توان این ویژگی‌ها را با یک نظریه کاملاً تعین‌گرایانه و مکانیک‌گرایانه درباره چگونگیِ وقوعِ همه چیز توضیح داد.

## فرگشت

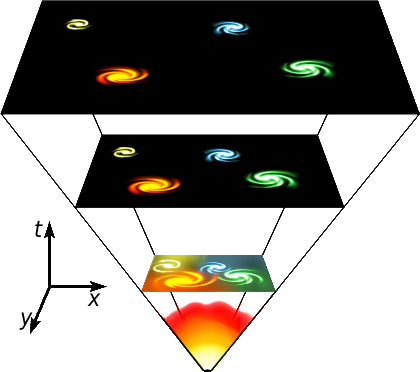
آغاز فرگشت

پیرس به طور بسیار صریح اظهار داشت که تمام نظریه‌های علمیِ قابل قبولِ فرگشت مبتنی بر فرمول‌بندی‌های تایکیستی هستند.
هربرت اسپنسر استدلال کرده بود که فرگشت یک پیشرفت اجتناب‌ناپذیر رو به بالا است که توسط قانون پایستگی انرژی هدایت می‌شود. پیرس این ایده را رد کرد و خاطرنشان کرد که پایستگی انرژی مانند سایر قوانین فیزیک کلاسیک، متقارن زمانی است. او با اشاره به داروین خاطرنشان می‌کند که محرک اساسی نظریه‌اش تنوع تصادفی است و خاطرنشان می‌کند که «تکامل داروینی تکاملی است که از طریق عملکرد شانس و نابودی نتایج بد حاصل می‌شود.» حتی فاجعه‌گرایی کلارنس کینگ و دیگران، که شتاب در تغییر تکاملی را از طریق جابه‌جایی‌های ناگهانی محیطی فرض می‌کند، طبیعتاً تحت عنوان تایکیسم قرار می‌گیرد.
این جنبه تکاملیِ تایکیسم پیرس را وادار می‌کند تا دیدگاه داروین را به سطح کیهان‌شناسی گسترش دهد و عملکردهای آن را تحت اصل تنظیم‌کننده سینکیسم خود به منشأ جهان بازگرداند.